# Koko (Ndom)
Pour les articles homonymes, voir Koko.
Koko ou Kokok est un village de la Région du Littoral du Cameroun, situé dans la commune de Ndom. 

## Population et développement
En 1967, la population de Koko était de 117 habitants, essentiellement des Babimbi du peuple Bassa. La population de Koko était de 56 habitants, dont 31 hommes et 25 femmes, lors du recensement de 2005. 